# Goliath Games
Goliath Games est un éditeur et distributeur de jeux de société néerlandais fondé en 1980 par Adi Golad.
L’entreprise exporte vers plus de 70 pays et possède des bureaux aux Pays-Bas, en France, en Allemagne, aux États-Unis, à Hong Kong ou encore en Australie.
L'éditeur Goliath a racheté plusieurs éditeurs. En 2021,Goliath Games a racheté Endless Games, un éditeur américain spécialisé dans les jeux d'ambiance. En janvier 2024, un accord de licence et de distribution a été conclu avec Funko, notamment pour les jeux Pan Am et Funkoverse. En avril 2024, l'éditeur néerlandais a racheté Lucky Duck Games, éditeur et distributeur français créé par Vincent Vergonjeanne,. 

## Filiales
- Goliath LLC,
- Pressman Toy Corporation,
- Tucker Toys,
- Crown & Andrews,
- Wahu,
- Britz’n Pieces